# Matilda Dodge Wilson

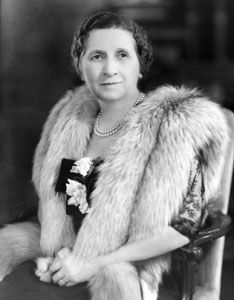
Matilda Dodge Wilson (1920)

Matilda Dodge Wilson, geboren als Matilda Rausch (* 19. Oktober 1883 in Ontario, Kanada; † 19. September 1967 in Brüssel, Belgien) war eine US-amerikanische Politikerin. In den Jahren 1940 und 1941 war sie kommissarische  Vizegouverneurin des Bundesstaates Michigan.

## Werdegang
Matilda Rausch, so ihr Geburtsname, wurde als Kind deutschstämmiger Eltern in Kanada geboren. Bereits seit 1884 lebte sie mit ihrer Familie in Detroit. Der Vater betrieb eine Gaststätte und die Mutter ein Hotel. Matilda besuchte die öffentlichen Schulen ihrer neuen Heimat. Im Jahr 1902 absolvierte sie das Gorsline Business College. Anschließend arbeitete sie als Sekretärin bei der Dodge Motor Company. Fünf Jahre später heiratete sie den Miteigentümer der Firma, John Francis Dodge. Nach dessen Tod im Jahr 1920 erbte sie seinen Anteil an dem Unternehmen und wurde damit eine der reichsten Frauen der Vereinigten Staaten. 1925 heiratete sie in zweiter Ehe Alfred G. Wilson, einen erfolgreichen Unternehmer in der Holzbranche. Politisch schloss sie sich der Republikanischen Partei an. 1928 war sie Ersatzdelegierte zur Republican National Convention, auf der Herbert Hoover als Präsidentschaftskandidat nominiert wurde.
Am 14. November 1940 wurde Matilda Dodge Wilson vom kommissarischen Gouverneur Luren Dickinson zur kommissarischen Vizegouverneurin von Michigan ernannt. Dieses Amt bekleidete sie für wenige Wochen bis zum Ende der Legislaturperiode im Jahr 1941. Damit war sie Stellvertreterin des Gouverneurs und Vorsitzende des Staatssenats. Im Jahr 1957 vermachte sie ihr privates Anwesen Meadow Brook Hall der Michigan State University. Außerdem spendete sie zwei Millionen Dollar zur Gründung der Oakland University. Sie starb am 19. September 1967 in Brüssel.